# Alpelenhörnli
Alpelenhörnli är en bergstopp i Schweiz. Den ligger i kantonen Nidwalden, i den centrala delen av landet, 70 km öster om huvudstaden Bern. Toppen på Alpelenhörnli är 2 024 meter över havet.